# 加藤麻依
加藤 麻衣（かとう まい、1983年4月20日 - ）は、日本の元AV女優。
長野県出身。血液型：A型。身長：159cm。スリーサイズ：B85(E)・W58・H88。趣味は格闘技観戦。

## 作品

### アダルトビデオ
- SO◇CUTE 加藤麻依 (シャイ企画、2002年12月25日) レンタル版DVD、デビュー作品
- SO◇CUTE ディレクターズ カット版 (シャイ企画、2003年1月24日) セル版DVD、上記デビュー作品の増補版
- imagination COS-P 加藤麻依 (シャイ企画、2003年1月22日) レンタル版DVD
- TOY DOLLs 加藤麻依 (シャイ企画、2003年3月14日) セル版DVD、上記作品の増補版
- 残像…3rd memories 加藤麻依 (シャイ企画、2003年2月1日) レンタル版DVD
- 残像… 加藤麻依 (シャイ企画、2003年4月18日) セル版DVD、上記作品の増補版
- 加藤麻依 SPECIAL EDITION (シャイ企画、2004年3月19日) セル版DVD、過去3作品を収録した総集編